# 菊池あゆみ
菊池 あゆみ（きくち あゆみ、1974年6月29日 - ）は、日本の元女優・タレント。愛媛県松山市出身。愛媛県立北条高等学校卒業。主に1990年代前半に芸能活動を行っていた。当時の所属事務所はホリプロ。

## 略歴
- 1992年、第17回ホリプロタレントスカウトキャラバンで、グランプリ（上の子部門）を受賞。
- 1993年には『大阪ほんわかテレビ』『ナイトinナイト火曜日 おっちゃんVSギャル』等、関西ローカルのバラエティ番組に出演しつつ、『お願いダーリン!』『じゃじゃ馬ならし』等、全国ネットのテレビドラマにも出演していた。
- 1995年、池田貴族プロデュースによるアルバム『Sincerely Yours』を発売。インディーズレーベルでの通信販売限定という方法を取っていた。
- その後、芸能活動を休止。

## 主な出演作品

### テレビドラマ
- お願いダーリン!（1993年、フジテレビ系）- 宮本梢 役
- じゃじゃ馬ならし（1993年、フジテレビ系）- みゆき 役
- 映画みたいな恋したい (テレビ東京系)
  - 「パトリオット・ゲーム」（1993年5月8日）
  - 「レッド・オクトーバーを追え!」（1993年5月15日）
- ムツゴロウ少年記（1993年、関西テレビ制作）

### その他番組
- 大阪ほんわかテレビ（読売テレビ）
- ナイトinナイト火曜日 おっちゃんVSギャル（朝日放送）
- ミックスパイください(CBC)

### CM 他
- セシール イメージタレント（1995年）

## ディスコグラフィー

### アルバム
- Sincerely Yours（1995年10月25日、ワンダービート）

### ゲーム
- 東京シャドウ（1996年）プレイステーション、セガサターン